# Менсфилд (Илиноис)
Менсфилд (енгл. Mansfield) град је у америчкој савезној држави Илиноис.

## Демографија
По попису из 2010. године број становника је 906, што је 43 (-4,5%) становника мање него 2000. године.
| Група             | 2000.       | 2010.       |
| Белци             | 933 (98,3%) | 884 (97,6%) |
| Афроамериканци    | 0 (0,0%)    | 0 (0,0%)    |
| Азијати           | 5 (0,5%)    | 1 (0,1%)    |
| Хиспаноамериканци | 6 (0,6%)    | 16 (1,8%)   |
| Укупно            | 949         | 906         |